# Aïn Khadra
Aïn Khadra (în arabă عين خضراء) este o comună din provincia M'Sila, Algeria.
Populația comunei este de 29.046 de locuitori (2008).